# Barbens
Barbens település Spanyolországban, Lleida tartományban. Barbens Tornabous, Tàrrega, Anglesola, Bellpuig és Ivars d'Urgell községekkel határos. Lakosainak száma 926 fő (2024).

## Népesség
A település lakosságának változását az alábbi diagram mutatja:
| Lakosok száma | 109  | 631  | 960  | 933  | 812  | 818  | 892  | 875  | 878  | 926  |
|               | 1717 | 1887 | 1936 | 1960 | 1986 | 2004 | 2009 | 2014 | 2019 | 2024 |